# Villages du Lac de Paladru
Villages du Lac de Paladru ist eine französische Gemeinde mit 2.614 Einwohnern (Stand: 1. Januar 2022) im Département Isère in der Region Auvergne-Rhône-Alpes. Sie gehört zum Arrondissement La Tour-du-Pin und ist Teil des Kantons Le Grand-Lemps.

## Gliederung
| Ortsteil                    | ehemaliger INSEE-Code | Fläche (km²) | Einwohnerzahl (2022) |
| --------------------------- | --------------------- | ------------ | -------------------- |
| Paladru (Verwaltungssitz)00 | 38292                 | 11,64        | 1.300                |
| Le Pin                      | 38305                 | 09,60        | 1.314                |

## Geografie
Villages du Lac de Paladru liegt etwa 64 Kilometer ostsüdöstlich von Lyon an der nördlichen und westlichen Seite des Lac de Paladru.
Umgeben wird Villages du Lac de Paladru von neun Nachbargemeinden: 
| Valencogne    | Saint-Ondras Charancieu | Les Abrets en Dauphiné |
|               | Kompass                 | Montferrat             |
| Val-de-Virieu | Charavines Oyeu         | Bilieu                 |

## Geschichte
Zum 1. Januar 2017 wurden die bis dahin eigenständigen Kommunen Paladru und Le Pin zur Commune nouvelle Villages du Lac de Paladru zusammengeschlossen.

## Sehenswürdigkeiten

### Paladru
- Kirche Saint-Michel
- Kirche Saint-Pierre im Ortsteil Saint-Pierre-de-Paladru
- Kapelle Notre-Dame im Ortsteil Les Trois-Croix

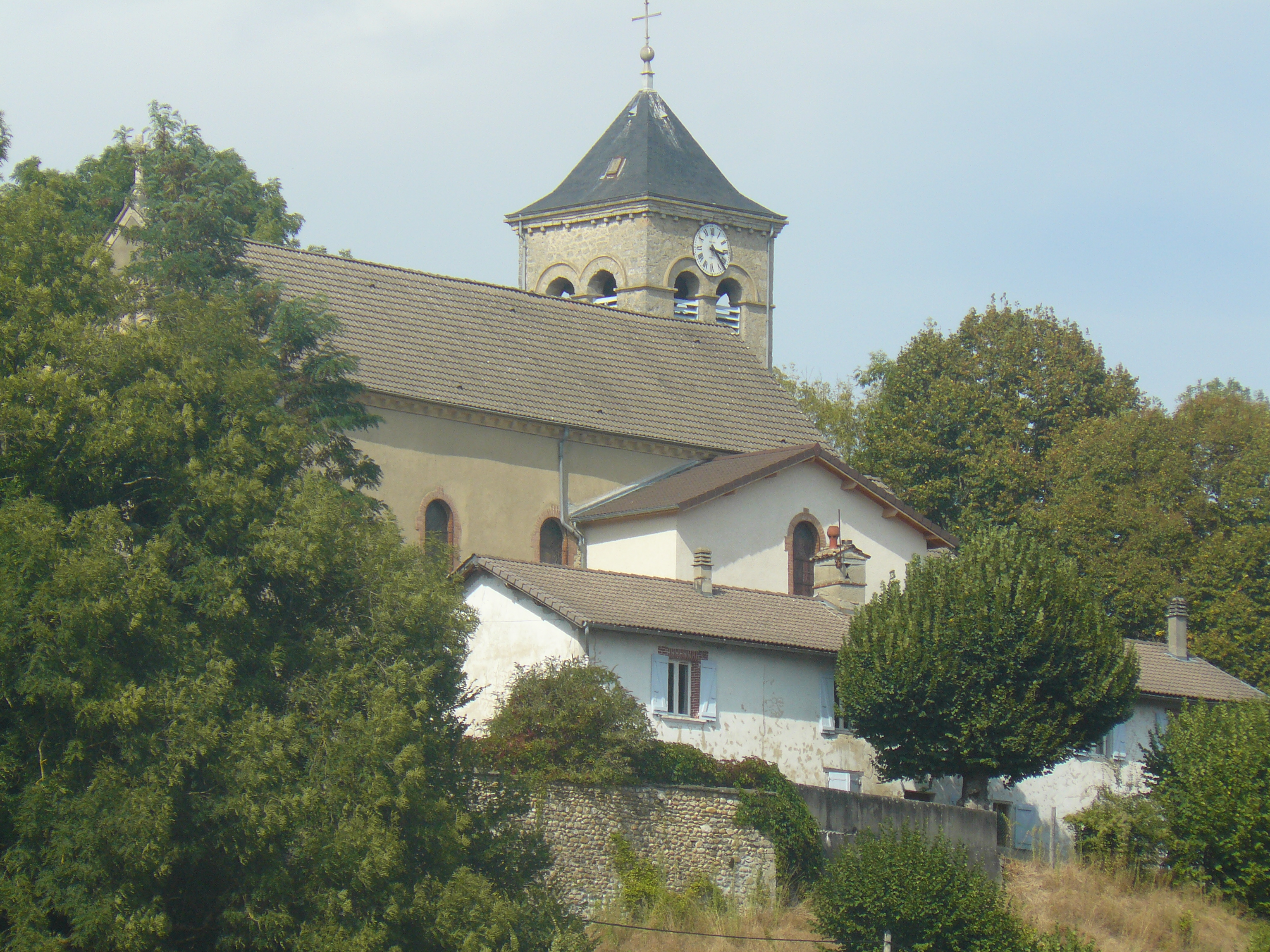
Kirche Saint-Michel

- Schloss Marinière
- Alte Burg aus dem 13. Jahrhundert

### Le Pin
- Kirche Saint-Christophe aus dem Jahr 1769
- Kartause von La Sylve-Bénite, 1116 gegründet
- Alte Zehntscheune von 1549, rekonstruiert 1658

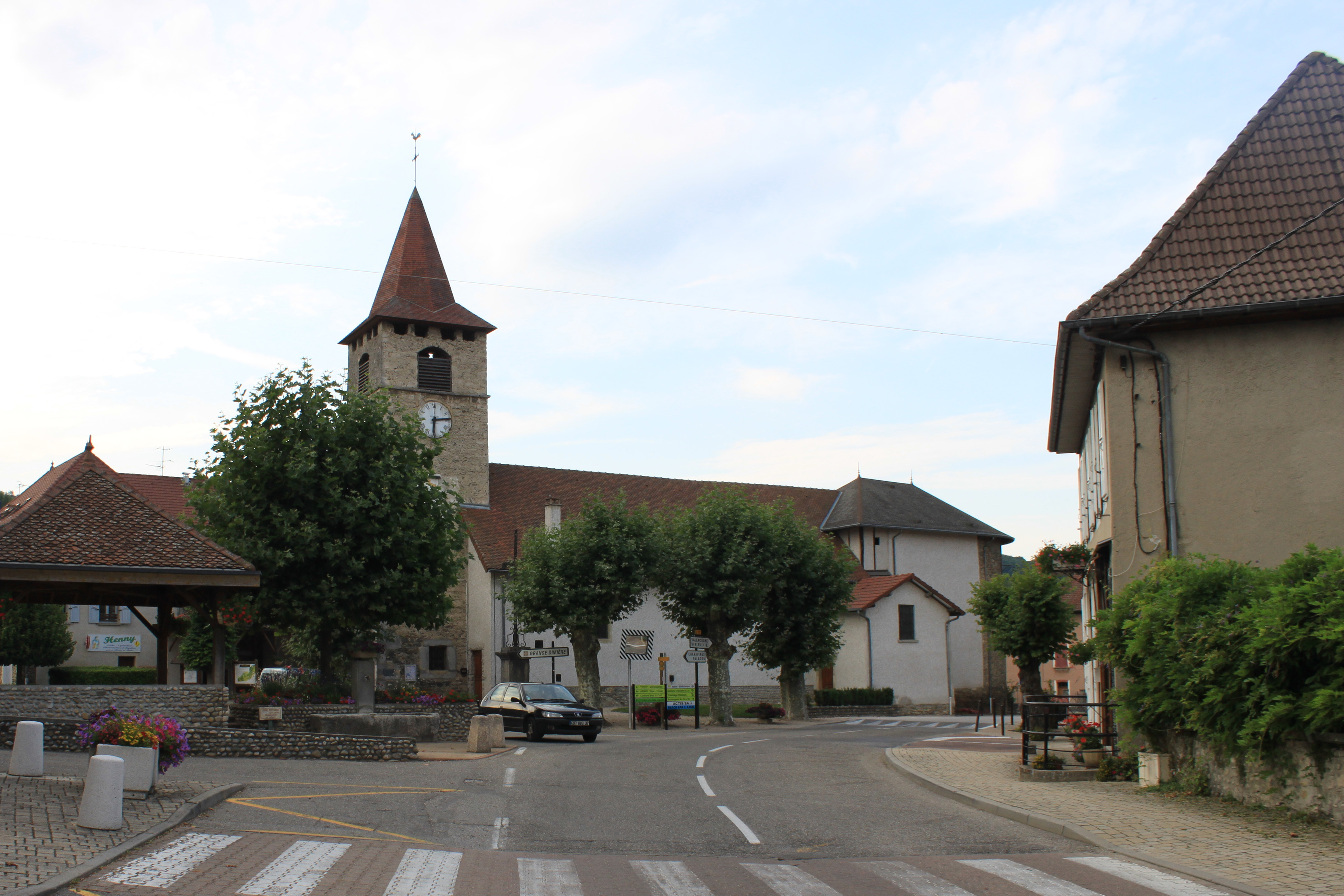
Kirche Saint-Christophe
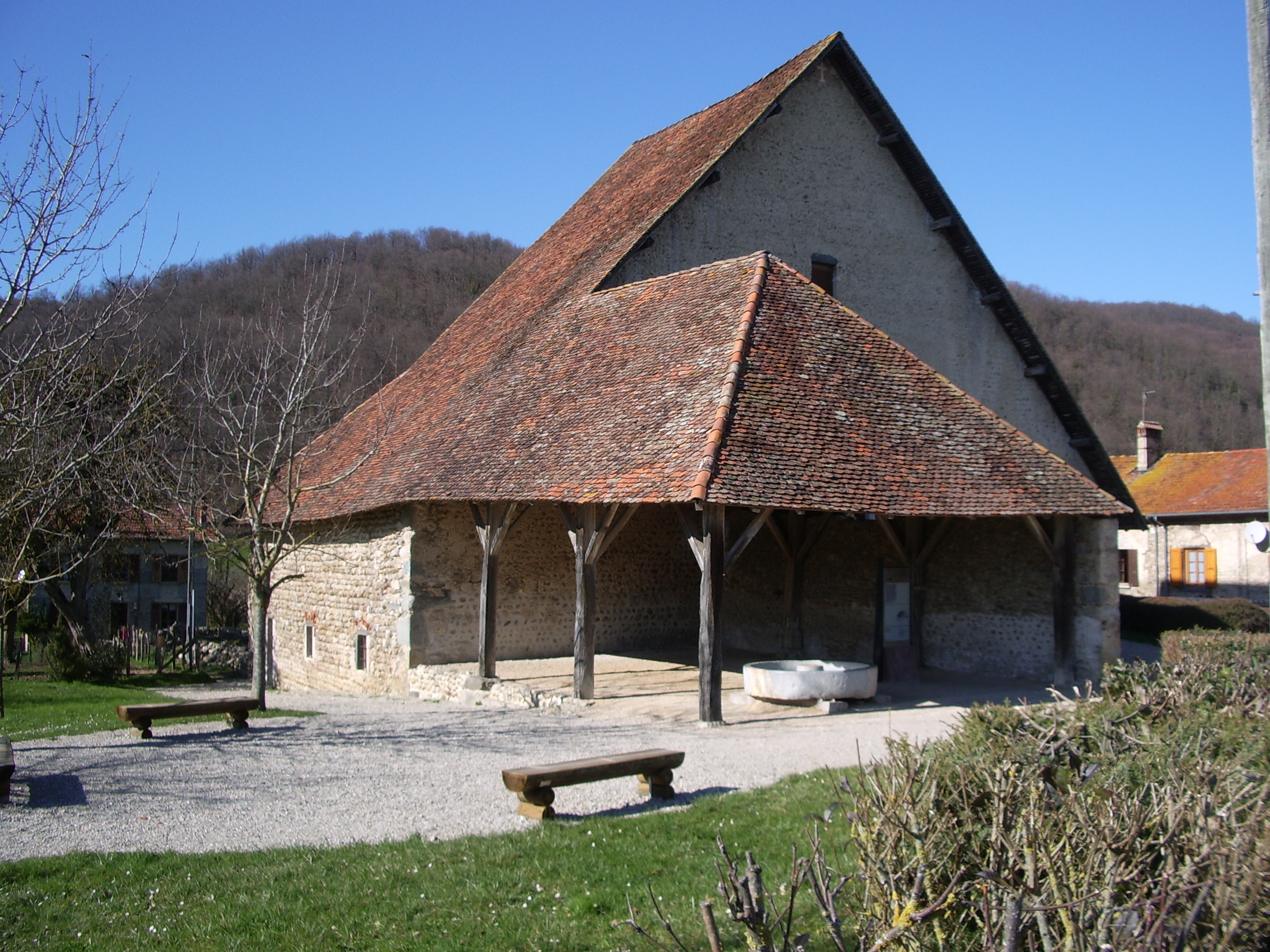
Alte Zehntscheune